# دومينيك دا سيلفا
دومينيك دا سيلفا (مواليد 16 أغسطس 1989) هو لاعب كرة قدم موريتاني دولي من أصل غيني بيساوي، يجيد اللعب في مركز الهجوم، ويلعب أيضًا كجناح هجومي أيسر ومهاجم ثاني، . يعتنق دا سيفا المسيحية الكاثوليكية.

## مسيرته الكروية

### الأهلي
في 16 مايو 2011 سجل هدف الفوز ضد نادي وادي دجلة هو الأول له في الدوري المصري الممتاز ، كما أحرز هدفا آخر في مباراة إنبي وصنع هدفين أيضًا إحداهما في نفس المباراة والآخر في مباراة الإسماعيلي ، وسجل هدف في مرمي الزمالك في الدقيقة 83. كما أحرز هدفين في دوري أبطال أفريقيا أحدهما في شباك سوبر سبورت والآخر في مرمي الوداد البيضاوي المغربي وكان هذا اللاعب من أفضل إضافات النادي الأهلي.

أعلن النادي الأهلي فسخ تعاقده مع دا سيلفا في 16 يناير 2014 بالتراضي عقب تنازل اللاعب عن باقي مستحقاته لدى النادي.

### الزمالك
انتقل دا سيلفا لنادي الزمالك في 27 يناير 2014 في صفقة انتقال حر لمدة موسم ونصف الموسم.

## روابط خارجية
- دومينيك دا سيلفا على موقع الاتحاد الدولي (مؤرشف)  (الإنجليزية)
- دومينيك دا سيلفا على موقع قاعدة بيانات كرة القدم.إي يو (الإنجليزية)
- دومينيك دا سيلفا على موقع ناشيونال فوتبول تيمز (الإنجليزية)
- دومينيك دا سيلفا على موقع Soccerway.com (الإنجليزية)